# Venetiaans blond

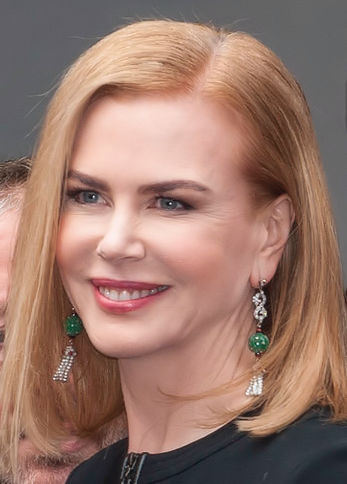
Nicole Kidman is een bekend voorbeeld van iemand met typisch "Venetiaans blond" haar

Venetiaans blond of roodblond is een haarkleur tussen blond en rood in. Het wordt gekenmerkt door een lichte, warme tint met gouden en koperachtige ondertonen, waardoor het een unieke en opvallende kleur is.

## Oorsprong en geschiedenis
De term 'Venetiaans blond' vindt zijn oorsprong in de Italiaanse renaissance, met name in Venetië. Tijdens deze periode streefden Venetiaanse vrouwen naar een specifieke haarkleur die als ideaal van schoonheid werd beschouwd. Om deze tint te bereiken, pasten zij een methode toe waarbij het haar werd behandeld met een mengsel van saffraan, citroensap en rabarberwortelsap. Na het aanbrengen van dit mengsel stelden zij hun haar bloot aan de zon, wat het bleekproces bevorderde en resulteerde in de gewenste gouden tot licht roodachtige tinten.

## Natuurlijk voorkomen
Natuurlijk Venetiaans blond haar is zeldzaam en komt voornamelijk voor bij individuen met lage concentraties van zowel eumelanine als feomelanine, de pigmenten die verantwoordelijk zijn voor respectievelijk bruine en rode haarkleuren. Deze specifieke combinatie van pigmenten resulteert in de kenmerkende warme, goud-rode tint van Venetiaans blond haar.

## Kleuring en onderhoud
Om Venetiaans blond te verkrijgen, zijn er diverse haarkleuringsproducten op de markt. Het bereiken van deze specifieke kleuring vereist echter vaak een professionele aanpak, vooral voor mensen met een donkere natuurlijke haarkleur. Het proces kan ontkleuring en vervolgens het aanbrengen van de gewenste kleur omvatten.
Het onderhouden van Venetiaans blond haar vereist specifieke zorg om de kleur levendig te houden en het haar gezond te laten ogen. Het is zaak kleurveilige shampoos en conditioners te gebruiken. Regelmatige diepe conditionering kan het haar gehydrateerd en glanzend houden. Het vermijden van overmatige blootstelling aan de zon en bescherming tegen hitte is noodzakelijk om kleurvervaging te minimaliseren.

## Voorbeelden
Verschillende bekende personen hebben Venetiaans blond haar, hetzij natuurlijk of door middel van kleuring. Enkele voorbeelden zijn:
- Nicole Kidman (actrice)
- Blake Lively (actrice)
- Amy Adams (actrice)

Deze bekendheden hebben bijgedragen aan de populariteit en herkenning van Venetiaans blond als een aantrekkelijke haarkleur.